# Pleurothallis pedunculata
Pleurothallis pedunculata là một loài thực vật có hoa trong họ Lan. Loài này được (Klotzsch) Rchb.f. miêu tả khoa học đầu tiên năm 1850.